# Herpoperasa
Herpoperasa é um gênero de traça pertencente à família Arctiidae.